# История демократии
С момента своего возникновения демократия была концепцией, открытой для интерпретаций. Её история фактически является не только историей борьбы между сторонниками народовластия и его противниками, но и историей дискуссий среди сторонников. Предметом дискуссий были такие вопросы, как:
- Что представляет собой «народ», наделённый властью («демос»)?
- Какие культурные ценности, правила и институты необходимы для демократии?
- Относится ли демократия только к государству или её реализация требует вовлечения всех аспектов общественной жизни?

Демократия в её современном понимании имеет своё начало в Древней Греции и Древнем Риме, традициях средневековых городов-государств и развитии представительных органов власти в Европе и некоторых британских колониях в новое время. В античных городах-государствах верховной законодательной, исполнительной и судебной властью обладало собрание, включающее в себя всех граждан. Это было возможно потому, что население этих городов редко превышало 10 000 человек, а женщины и рабы не имели политических прав. Граждане имели право занимать различные исполнительные и судебные должности, некоторые из которых были выборными, а другие назначались по жребию. В средневековой Европе ключевую роль в зарождении принципов демократического правления сыграли концепции религиозного, естественного и обычного права как ограничений произвола власти. Большое значение имело распространение практики, когда монархи стремились получить одобрение своих распоряжений со стороны различных сословий. Съезды представителей этих сословий были прообразами современных законодательных собраний.
Эпоха просвещения, Американская и Французская революции стимулировали интеллектуальное и общественное развитие, в особенности развитие представлений о гражданских правах и политическом равенстве. Начиная с XIX века, собрания депутатов, избранных на свободных выборах, стали центральными институтами демократического правления. Во многих странах демократия также стала включать состязательность избирательного процесса, свободу слова и верховенство права. В странах с коммунистическими режимами провозглашалась идея народовластия, в структуру которого входили классовое единство и преимущественно государственная собственность на средства производства. До XX века демократия предполагала, что полноправным гражданством обладает меньшинство населения на основе имущественного ценза, в то время как остальные фактически исключены из процесса принятия политических решений. К началу XXI века всеобщность выборов получила мировое признание как один из важнейших критериев демократии.

## Доисторический период
Исследования нецивилизованных племён показывают, что в относительно независимых и сплочённых общинах возможен порядок, когда члены общины обладают определённой независимостью и когда значительное число её членов (например, старейшины) коллегиально принимают важнейшие решения в отношении всей общины. Отсюда можно сделать вывод, что отдельные элементы демократии были свойственны различным племенам за тысячи лет до нашей эры. Позднее люди перешли от охоты и собирания растений к сельскому хозяйству и торговле, что сопровождалось ростом общин, в результате стало нарастать экономическое и социальное неравенство, что привело к распространению и доминированию авторитарных традиций.
Вопрос о смене первобытного равенства на иерархически организованное общество является предметом исследований. По одной из версий, появление лидеров в первобытном обществе связано не с подчинением ими других себе насилием, а взятием на себя функции координации совместных работ, способствовавшим улучшению положения общины.

## Античность

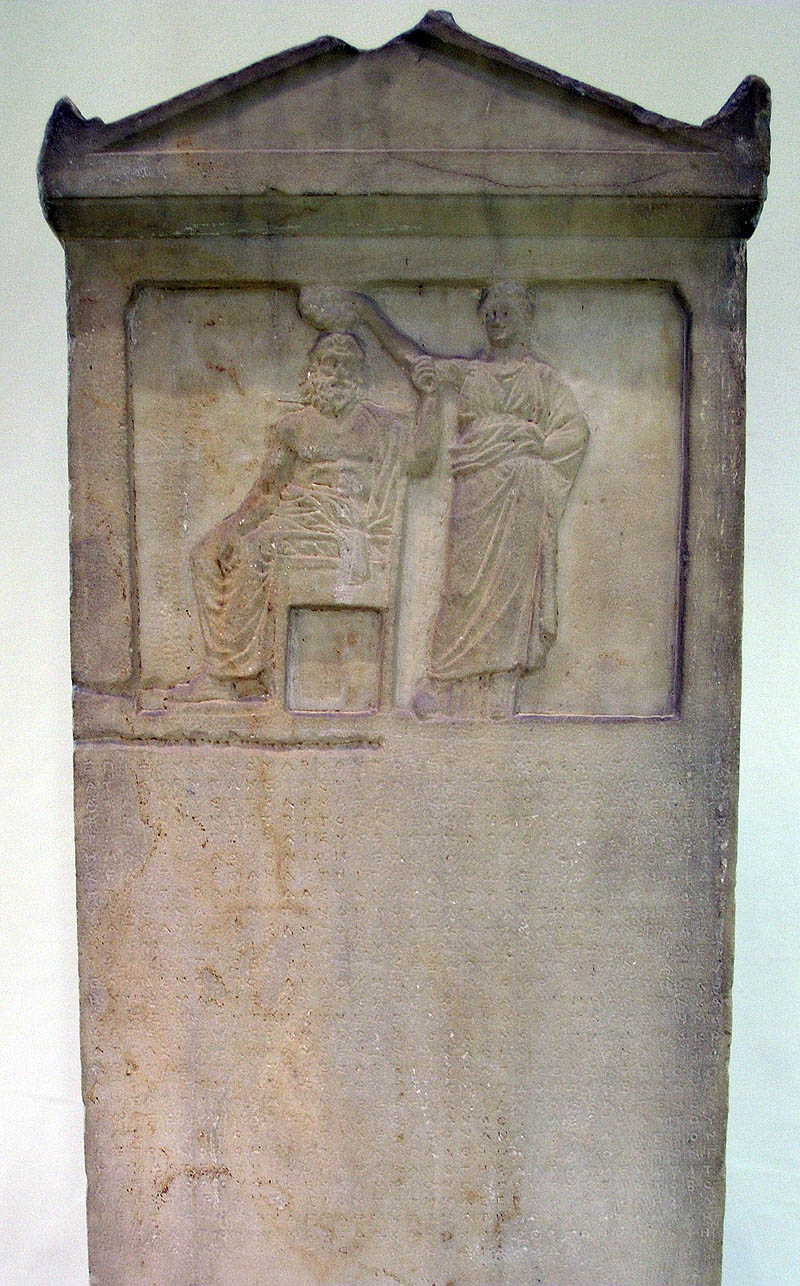
Стела демократии. Музей древней агоры, Афины.

В V и IV веках до н. э. в ряде древнегреческих городов стали возникать различные формы народного самоуправления. Наибольшую известность приобрела афинская демократия, которая начала формироваться в 507 году до н. э. в Афинах и которая продержалась почти два столетия. Объектом самоуправления в этой системе был город-государство. Гражданством обладало всё непорабощённое население, унаследовавшее его от родителей, однако полноценными гражданами были только взрослые мужчины. Верховным органом власти была Экклесия, где мужчины собирались для голосования путём поднятия рук и где принималось то решение, за которое проголосовало большинство собравшихся. Вопросы на голосование выставлялись буле, состоявшим из представителей территориальных округов (демов). Вторым по важности политическим институтом был народный суд присяжных (дикастерий). Особенностью афинской демократии были тесная связь политики с религией, малый масштаб общественной жизни, относительно слабая роль письменности и упор на армии. В 321 году до н. э. Древняя Македония ввела имущественные ограничения, тем самым лишив подавляющее большинство населения Афин права на участие в голосованиях.
Отношение к демократии в Афинах с самого начала было неоднозначным. С точки зрения сторонников, воля народа придавала легитимность принятым на собраниях декретам, которые начинались словами др.-греч. ἔδοξεν τῆι βουλῆι καὶ τῶι δήμωι — «по решению буле и народа». С точки зрения критиков, народ был ненадёжной, подчинённой сиюминутным интересам, подверженной эмоциям и манипулируемой толпой. Известным примером творимого толпой произвола стал смертный приговор Сократу. Не случайно Платон в восьмой книге «Государства» утверждает, что избыточная демократия неминуемо влечёт за собой тиранию. В то же время Фукидид в его «Истории Пелопоннесской войны» приводит страстную речь Перикла в защиту демократии.
Современницей афинской демократии была Римская республика. Несмотря на свой стремительный территориальный рост, её правление сохранило основные черты города-государства. Легитимность древнеримского государства также была основана на народной воле: его армии воевали «от имени Сената и народа Рима». Гражданство можно было получить посредством натурализации, путём освобождения от рабства или унаследовав от родителей. Для участия в голосовании необходимо было личное присутствие на Форуме, что фактически исключало из числа полноправных граждан тех, кто жил за пределами Рима. Голосования проводились в четырёх представительных органах власти: Comitia Tributa был открыт для всех граждан, Concilium Plebis представлял интересы плебеев, Comitia Centuriata состоял из депутатов от армии, а Comitia Curiata включал представителей от знати из трёх родов и участвовал в формировании Сената. В большинстве случаев депутатами становились по жребию, а не по результатам голосования. При подсчёте голоса вначале группировались (по роду или центурии), а потом определялось решение, которое поддерживает большинство групп. Из-за наличия могущественного Сената, в который входили преимущественно патриции, представительные органы не обладали верховной властью в республике.
Античные демократии существовали также за пределами Европы. На протяжении нескольких столетий после своего завоевания Александром Македонским в 331 году до н. э., парфянский город Сузы имел самоуправление наподобие греческих городов-государств.
Некоторые исследователи выделяют общность имущества, обязательность труда для всех членов общины и т. п. у первохристиан как крайнюю демократическую радикальность.
Античные демократии предоставляли своим гражданам возможность для участия в самоуправлении, однако они не гарантировали свободу слова или вероисповедания, защиту права на собственность и не налагали конституционные ограничения на правительство. Их институты исчезли вместе с падением Римской республики. Хотя спустя почти тысячу лет в некоторых городах-государствах и сельских общинах позднего Средневековья вновь стали появляться элементы самоуправления, оно не ассоциировалось с идеей демократии. Эта идея обратила на себя внимание только в эпоху Возрождения наряду с другим наследием античности и в итоге оказала значительное влияние на западноевропейскую мысль.

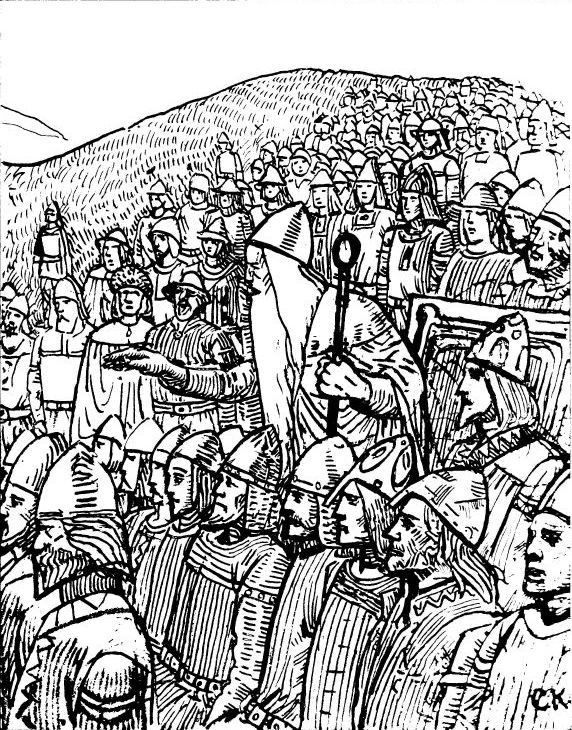
Лагман Торгни объясняет шведскому королю Олафу необходимость согласования решений со своими подданными (1018 год)

## Средневековье
Начиная с IX века в отдельных районах Европы дворяне и почётные граждане стали напрямую участвовать в местных собраниях и избирать депутатов в региональные собрания. В Альпах такие районы стали самоуправляемыми кантонами, которые в XIII веке вошли в состав Швейцарской конфедерации. Скандинавские викинги постепенно развивали многоуровневую систему представительных органов, и в 930 в Исландии впервые возник аналог современных национальных законодательных собраний и парламентов — Альтинг. В городах новгородской земли важнейшие решения принимались на вече.
В XII веке в ряде итальянских городов-государств (таких как Венеция, Флоренция, Сиена, Пиза) начали проводиться прямые периодические выборы на высшие руководящие должности. Поначалу участвовать в выборах могли только дворяне и крупные землевладельцы; например, в Венеции, где такой порядок сохранился до XVI века, избирательным правом обладало около 2 % населения. В других городах-государствах со временем такое право распространилось на мелких купцов, банкиров, состоявших в гильдиях ремесленников, а также пехотинцев, так что в Болоньи XIV века им оказалось охвачено 12 % населения. В середине XIV века экономический рост городов-государств сменился упадком. Войны, внутренние конфликты и коррупция способствовали ослаблению республиканской власти, и на смену пришли различные авторитарные режимы.
В некоторых странах получила распространение выборная монархия: Священная Римская империя, где император избирался курфюрстами, а также Королевство Польское (позднее Речь Посполитая), где на протяжении XVI—XVIII веков «шляхетская демократия» характеризовалась широкими правами дворянства.

## Новое время
Английский парламент изначально задумывался как королевский совещательный судебный орган для жалоб. В 1215 году крупные землевладельцы добились от Иоанна Безземельного подписания Великой хартии вольностей, согласно которой монарх не мог вводить новые налоги без согласия королевского совета. Со временем этот орган окончательно перешёл от судебных функций к законодательным, и к концу XV века принятие закона в Англии требовало одобрения не только короля, но и обеих палат Парламента.
В процессе Славной революции английские левеллеры и другие радикальные пуритане выдвинули требование широкого представительства в Парламенте, расширения полномочий Палаты общин и избирательного права для всего мужского населения страны. Хотя республика просуществовала недолго, и в 1660 году была восстановлена монархия, полномочия Парламента значительно расширились, в особенности по вопросам о назначении премьер-министра. В начале XVIII века возникли две политические партии: Виги и Тори. Принятие законов стало невозможным без поддержки руководства партийного большинства в Палате общин, и монархи оказались вынужденными отдать формирование исполнительной власти этому руководству. В 1783 году король Георг III отказался признать предложенные Вигами кандидатуры премьер-министра и членов кабинета, что привело к конституционному кризису, и в итоге король уступил. В силу имущественного ценза избирательным правом обладало около 5 % взрослого населения (реформы начались только в 1832 году и продолжались до 1928 года, когда женщины получили право голоса). Жители британских колоний вообще не имели представительства в Парламенте, хотя были обязаны платить налоги Короне.
В то же время, в силу удалённости от Лондона, многие британские колонии получили достаточно широкую автономию, учредили местные выборные органы самоуправления и в ряде регионов наделили избирательным правом большинство взрослых мужчин белой расы. Распространение частной собственности и землевладения способствовали усилению популярности идей о естественных правах человека и народном суверенитете.

## Буржуазно-демократические революции
Эпоха Просвещения принесла ряд новых идейных течений: гуманизм, который рассматривал личность в зависимости от способностей и стремлений человека, а не места в социальной иерархии; равенство, наделяющее каждого члена общества одними и теми же правами и обязанностями (хотя определение «общества» сильно варьировалось); концепцию свободной конкуренции среди людей, товаров и идей. Хотя многие мыслители были противниками демократии, они внесли важный вклад в основы современного понимания этой формы правления.
Усиление национальных государств переместило фокус проблем либерализации и демократизации общества с масштаба города-государства на масштаб целой страны. Первый шаг от теории к практике демократии на таком масштабе был предпринят в Северной Америке, где была провозглашена борьба за независимость от колониального правления во имя естественного и неотчуждаемого права народа на самоуправление. При этом из «народа» были исключены женщины, рабы, многие свободные негры, индейцы и, в ряде штатов, малоимущие. Тем не менее, легитимность и институты новой республики существенно зависели от воли общества.
Революционным изменениям сопутствовал рост самосознания американцев как единой нации. Этому способствовала война с Великобританией, Декларация независимости, бегство противников независимости в Канаду и Англию, стремительное укрепление связей между штатами. В результате стало возможным создание конфедерации с единым федеральным правительством, которое со временем наращивало силу. Из-за огромных размеров страны системой национального самоуправления стала представительная демократия с федеративным делением. Основатели США стремились к тому, чтобы социальные институты отражали не все существующие взгляды, а лишь «очищенные» мнения, способные придать обществу конструктивный совещательный характер. По их замыслу, такую роль должны были играть депутаты, которые бы собирались в небольших представительных органах для выработки продуманных решений в интересах общего блага. Отношение к политическим партиям поначалу было двойственным: с одной стороны, их деятельность воспринималась как разрушительная для единства нации, с другой стороны, они были необходимы для организованного электорального процесса и обеспечения открытой конкуренции на выборах. Параллельно в небольших городах Новой Англии на местных собраниях практиковались обсуждения и голосования с правом непосредственного участия всех граждан.
В то же время проявились принципиальные трудности новой политической системы: только небольшая доля граждан физически могла обсудить какой-либо вопрос с их представителями (прежде всего, в силу ограниченного времени); граждане отличались неоднородностью (региональной, этнической, религиозной, экономической и т. д.); конфликты стали неизбежным и нормальным аспектом политической жизни, а понятие об общем благе потребовало формулировок, которые бы устроили всё неоднородное население. Постепенное формирование социальных институтов, необходимых для решения этих проблем, способствовало эволюции политической системы в сторону либеральной демократии.
Летом 1789 года Национальное собрание Франции провозгласило «права человека и гражданина», которые обещали политические свободы и социальное равенство. Согласно декларации, источником суверенной власти была нация. С течением времени, ответ на вопрос, кто вправе говорить от имени нации, всё время менялся. Поначалу это были депутаты, потом парижские мобилизованные, комитет общественного спасения, элита собственников и наконец генерал Бонапарт. На смену умеренной революции пришёл террор, далее реакция, военная диктатура, имперская монархия, — однако каждый режим утверждал, что правит от имени народа. Как сторонники, так и противники революции понимали, что она необратимо изменила мир. Выводы были различными. Жюль Мишле считал революцию вершиной преданности Франции идеям свободы. Ипполит Тэн полагал, что народный суверенитет влечёт за собой сперва анархию, а затем деспотизм. Глубокий анализ революции проделал Алексис де Токвиль, который рассматривал её как часть глобального исторического процесса разрушения институтов феодальной Европы демократическими силами нового общества.

## XIX век
После 1815 года и до конца столетия монархия по-прежнему оставалась наиболее распространённой формой правления в Европе. Республика сохранилась в Швейцарии и нескольких городах-государствах. В 1870 году к этим странам присоединилась Франция — не по своей воле, ибо таким способом Пруссия предполагала ослабить поверженного в войне противника. Однако представительные органы власти стали играть всё большую роль. Всё больше мужчин стали получать право голоса. Политические партии, профсоюзы, газеты предоставляли инфраструктуру, которая стимулировала политическую активность населения. Различия между монархией и демократией начали размываться.
Давление демократических сил сказалось на всех политических течениях. На протяжении первой половины столетия либералы подозрительно относились к массам, из-за которых, по их мнению, республика переродилась в диктатуру. В середине века левое крыло либералов стало выступать в поддержку всеобщего избирательного права для мужчин. Наполеон III, Бисмарк, Дизраэли и другие консерваторы также стали прибегать к демократическим средствам вроде плебисцита для более эффективного достижения своих целей. Даже Римско-католическая церковь учредила массовое движение (христианская демократия) для защиты своих интересов от нападок со стороны секулярного государства.
Наиболее значительные демократические устремления относились не к общественному порядку, а к национальному сообществу. Французские революционеры подчёркивали, что народы не принадлежат правителям и что нации, так же как и отдельные люди, имеют право определять свою судьбу самостоятельно. Со временем идея самоопределения стала означать право наций иметь собственное национальное государство, сочетающее суверенитет с народным самоуправлением, что придавало такому государству статус единственно легитимной формы организации политического пространства. Вслед за Францией и США, в середине столетия нациями стали итальянцы и немцы. В то же время национально-освободительная борьба ирландцев и поляков поначалу была неудачной. Культурная неоднородность населения, в особенности значительная в восточноевропейских многонациональных империях, делала затруднительным само определение нации, что подрывало фундамент под принципом самоопределния. Ещё большие трудности возникали при попытке распространить этот принцип на колонии в остальном мире. В середине века даже прогрессивные европейцы не считали «варваров» готовыми к собственной независимости. Однако к XX веку национально-освободительная борьба начала распространяться по всему миру, и зародилось глобальное движение против колониализма.

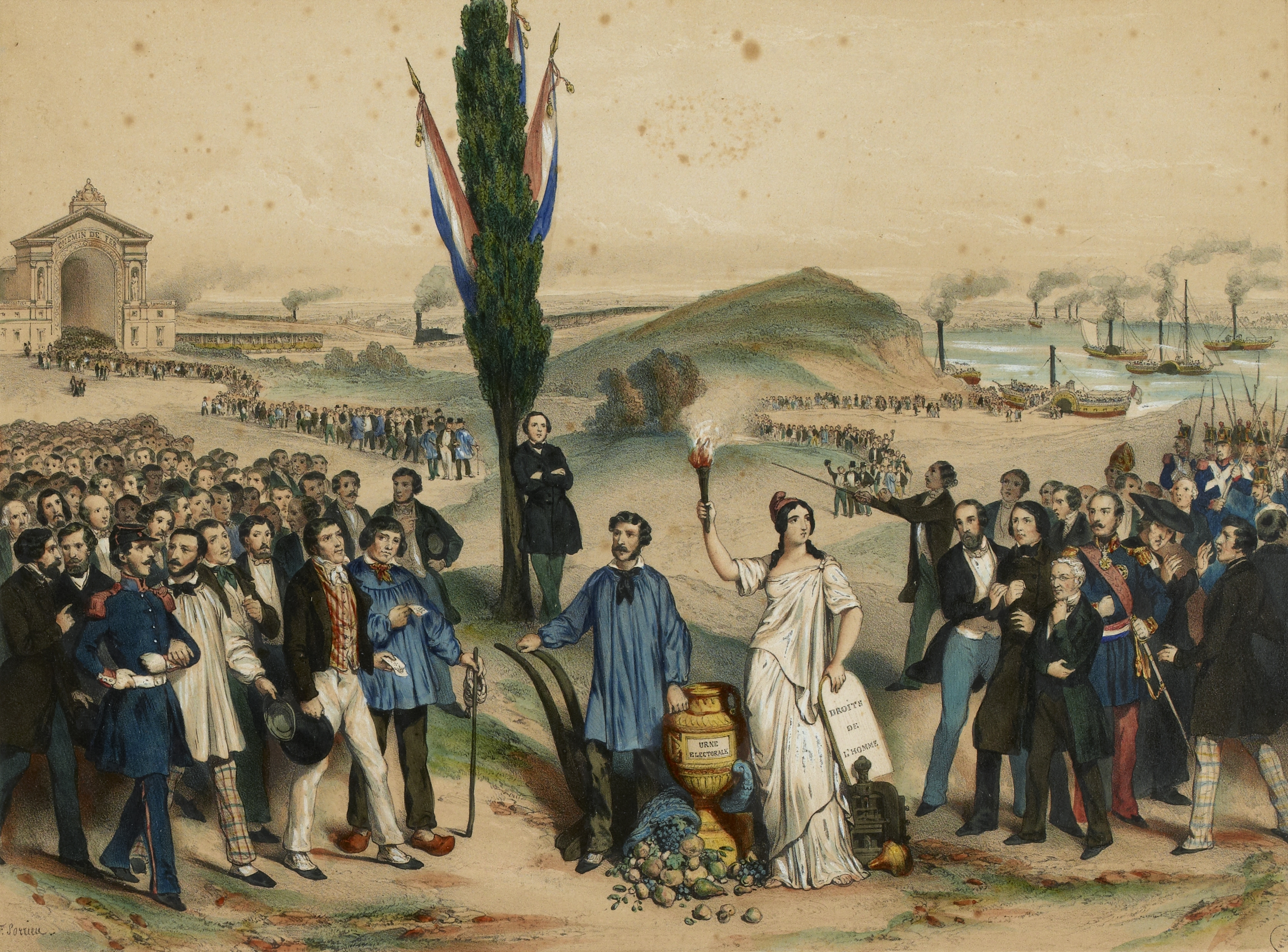
Учреждение всеобщего избирательного права для мужчин во Франции в 1848 году

В XIX веке также шли процессы переосмысления «народа» как субъекта народовластия. Изначально, например, во Франции в 1830-е годы из 30-миллионного населения только 200 тысяч имело право участвовать в выборах. В дальнейшем имущественный ценз был ослаблен, а затем отменён. Начиная с Новой Зеландии в 1893, одна страна за другой стала наделять женщин правом голоса. С другой стороны, всё больше сторонников демократии стали осознавать, что её реализация требует практического обеспечения ряда гражданских прав, в особенности права на организацию и на свободу слова.
К концу 1840-х гг. в Западной Европе представления о верховенстве права и о праве на собственность достаточно прочно утвердились. В тот же период среди демократов начал завоёвывать популярность взгляд, что политических преобразований недостаточно и необходимы глубокие социально-экономические реформы. Карл Маркс и Фридрих Энгельс считали, что только пролетарская революция приведёт к созданию подлинно свободного общества равных. Они рассматривали демократические процедуры как средство для прихода пролетариата к власти. С их точки зрения, это открывало возможность к построению общества, в котором не было бы классовых противоречий, и следовательно, отпала бы необходимость в партиях. Однако по мере роста рабочего движения, победа на выборах и реализация демократической политики всё чаще воспринимались как важнейшие цели, а не как средство. К началу XX века это движение, в особенности Социал-демократическая партия Германии, стало наиболее последовательным и решительным сторонником демократических реформ.
Демократизация оказала значительное влияние на европейское общество и культуру. Профсоюзы стали легальны, было введено бесплатное и обязательное школьное образование, началось строительство социального государства, значительно выросли тиражи у прессы. В то же время эти процессы были далеко не единственными, так что на рубеже XX века западные политические режимы представляли собой смесь либерализма, олигархии, демократии и коррупции.

## XX век
Первая мировая война подорвала позиции многих влиятельных противников демократии. Победителями из войны вышли западные державы в союзе с США, чей президент Вудро Вильсон сказал, что цель войны — сделать мир безопасным для демократии. В соответствии со взглядами таких философов, как Иммануил Кант и Джереми Бентам, что демократия по своей сути миролюбива, в 1919 году была учреждена Лига наций для распространения национального самоуправления и добрососедских отношений между странами.
В одном ряду стран (Германия и Австрия) произошли демократические революции, в ходе которых дуалистические монархии были заменены парламентскими демократиями, в другом ряду стран (Польша, Чехословакия, Литва, Латвия, Эстония, Финляндия) парламентская демократия была установлена в ряде стран получивших в этот период независимость, в третьем ряду стран (Югославия, Великобритания, Нидерланды, Румыния) стран уже являвшихся парламентскими демократиями было введено всеобщее избирательное право. Во всех этих странах, а также в Италии, Дании и Норвегии были введены женское избирательное право и пропорциональная избирательная система (часто с открытыми списками), до этого существовавшая только Бельгии, Швеции и Финляндии. Стремясь не допустить злоупотреблений властью и зависимости политики от эмоций избирателей, конституции учреждали невыборные органы, непрямые выборы, региональное неравенство и другие механизмы противовесов и сдержек.
В 1922 году в Италии пришли к власти фашисты. В начале 1930-х Веймарская республика оказалась под властью нацистов, которые установили режим, основанный на расизме, крайнем национализме и антикоммунизме. Параллельно в СССР, вслед за жестоким подавлением оппозиции революционным режимом, руководство ВКП(б) развернуло систему массового насилия и террора ради строительства социализма. Все три режима враждебно относились к представительной демократии, но при этом сочетали диктатуру с рядом внешних атрибутов народовластия, которые в действительности жестко контролировались самими режимами: массовой партией в условиях однопартийной системы, демонстрациями и плебисцитами.
Идеологи СССР характеризовали советскую систему как «социалистическую демократию». Однако выборные органы — Советы — не обладали реальной властью. Хотя Конституция СССР декларировала ряд важных для демократии политических и гражданских прав, они не были подкреплены социальными институтами и существовали лишь в теории.
Вторая мировая война закончилась в 1945 году поражением фашистских режимов. Крайние правые были дискредитированы, объявлены вне закона и в некоторых местах подвергались репрессиям. В Центральной и Западной Европе были восстановлены парламентские демократии. В Восточной Европе после непродолжительного периода демократии к началу 1950-х гг. местными коммунистическими партиями были установлены однопартийные системы, либо многопартийные системы с несвободными (безальтернативными) выборами, однако в 1989 году практически все они были отменены, а демократия была восстановлена.
На Западе под демократией стала пониматься либеральная демократия, для которой характерны не только свободные и честные выборы, но и верховенство права, разделение властей и защита основных личных прав и свобод (слова, совести, собственности и ассоциаций). В ряде стран, называвших себя демократическими, продолжалась борьба отдельных групп населения за избирательное право. В США проживающие в южных штатах негры получили реальную возможность голосовать в 1964 году. В Швейцарии женщины получили право участвовать в национальных выборах в 1971 году.
Послевоенные годы также ознаменовались распадом колониальной системы. Хотя Великобритания и Франция были против независимости своих колоний, у них не было сил и возможностей для этого перед лицом местного сопротивления, давления со стороны США и СССР и нежелания собственных граждан защищать империю. К 1980-м почти все бывшие европейские колонии обрели независимость. Хотя борьба против колониализма была во имя национального самоопределения, процесс становления демократических институтов в новых государствах столкнулся с серьёзными трудностями. Большинство бывших колоний оказались под властью авторитарных режимов, часто опиравшихся на армию.
Конец XX века ознаменовался новой волной демократизации. Если после Первой мировой войны потеряли привлекательность и были дискредитированы абсолютизм, дуалистическая монархия и олигархия, а после Второй мировой войны фашизм и расизм, то по окончании холодной войны та же участь постигла восточно-европейские коммунистические режимы и латиноамериканские военные диктатуры. Наиболее населённой в мире страной с демократической системой стала Индия.

## Современная демократия

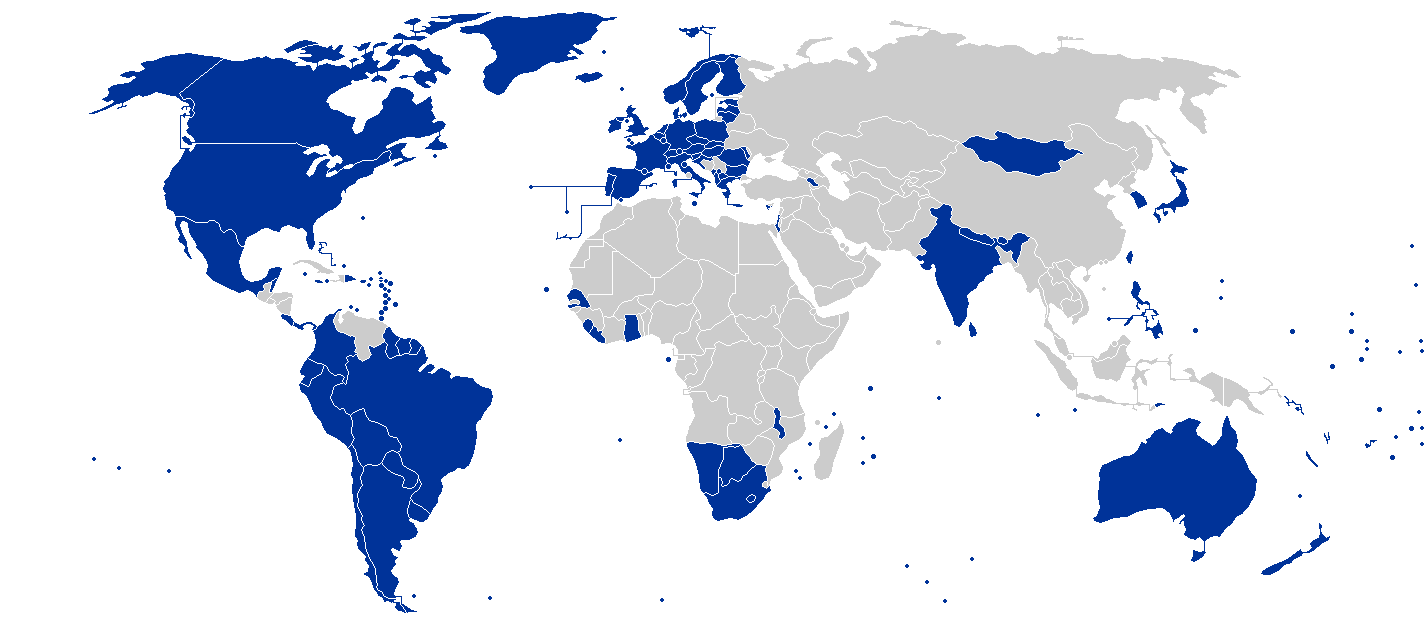
Выделенные синим цветом страны являются представительными демократиями согласно экспертам «Freedom House» (2016 год)

На сегодняшний день число функционирующих демократических режимов в мире является самым большим за всю мировую историю. Более половины населения мира живёт в странах, где периодически проводятся выборы. Народ повсеместно провозглашается источником политической власти, и даже диктатуры обычно подают свои действия от имени народа. Выборы, даже когда они сфальсифицированы, стали существенным ритуалом легитимизации власти. По мнению политологов, на рубеже XXI века демократические институты в более трети стран мира были сравнимыми с институтами старейших демократий.
Право на участие в процессе принятия политических решений отражено во многих международных документах. Например, Всеобщая декларация прав человека (статья 21) провозглашает, что каждый человек имеет право принимать участие в управлении своей страной непосредственно или посредством свободно избранных представителей, что каждый человек имеет право равного доступа к государственной службе, что воля народа должны быть основой власти правительства и что свобода голосования должна обеспечиваться путём всеобщего и равного избирательного права.
В развитых демократиях правом голоса наделено почти всё взрослое население страны. Предметом дискуссий является вопрос об избирательном праве для приехавших на постоянное место жительство иностранцев. В некоторых странах (Австралия, Бразилия) участие в выборах обязательное, однако в большинстве стран оно добровольное. Несмотря на обилие выборов и референдумов в таких странах, как США или Швейцария, в них постоянно участвует лишь меньшинство населения; остальные мало интересуются политикой.
Для объяснения причин снижения активности избирателей было выдвинуто несколько версий. Участие в политической жизни требует затрат времени, которое можно было бы использовать в личных целях. Некоторых избирателей разочаровывает, что политики сосредоточены на борьбе за власть и на собственных интересах. В борьбе за голоса избирателей, многие партии со временем всё больше стремятся к центризму, что стирает различия между ними. Есть мнение, что существующие партии возникли на фоне социальных и политических конфликтов далёкого прошлого, и поэтому они плохо приспособлены для решения современных вопросов. СМИ часто фокусируют внимание на политических скандалах вместо обсуждения проблем по существу. Ряд острых вопросов (преступность, наркомания, безработица) трудно поддаются решению, независимо от того, какие силы у власти. С точки зрения богатых, демократия отвлекает от проблем и возможностей частной жизни. С точки зрения бедных, демократия не достаточна для противодействия нищете, насилию и коррупции.
Развитие средств массовой коммуникации, автоматической обработки информации и теории искусственного интеллекта возродило интерес к прямым формам демократии.

## Проблемы современной демократии
В начале XXI века демократия стояла перед необходимостью решить ряд проблем:
- Неравенство. Хотя рыночная экономика косвенно способствует распространению демократии, при слабом государственном регулировании она может приводить к значительному неравенству в доходах, образовании, социальном статусе и других экономических и общественных ресурсах. Те, у кого этих ресурсов больше, используют их, чтобы оказать влияние на проводимую политику. Результатом становится политическое неравенство. Решение этой проблемы требует повышения демократической подотчётности крупных финансовых и промышленных корпораций — не только средствами внешнего политического и экономического контроля, но и внутри самих фирм. Последнее может иметь различные формы, как например, вхождение представителей различных групп сотрудников в совет директоров компании или самоуправление рабочих коллективов. Некоторые левые движения утверждают, что для обеспечения политического равенства необходима экономическая демократия, которая заключается в распределении собственности на средства производства среди трудовых коллективов.
- Иммиграция. В развитых странах среди иммигрантов много бедных и необразованных людей со значительным культурным отрывом от коренного населения. Некоторые из иммигрантов находятся в стране нелегально. Их часто обвиняют в захвате рабочих мест, злоупотреблении социальными благами и нарушении принятых норм. Подобные настроения способствуют популярности радикальных политических движений, враждебных не только иммиграции, но и правам человека и порой даже самой демократии.
- Терроризм. Для борьбы с терроризмом на своей территории демократические страны приняли меры, расширяющие полномочия органов безопасности и правопорядка. В то же время эти меры наложили ограничения на некоторые фундаментальные свободы граждан.
- Национализм этнических меньшинств. Некоторые этнические сообщества стремятся к созданию собственных государств, на что страны, где эти сообщества проживают, (в том числе, демократические) обычно реагируют крайне негативно.
- Международные организации. Некоторые проблемы невозможно решить не только на масштабе отдельного города, но и на масштабе всей страны. Для решения таких проблем был создан ряд международных структур, включая ООН и Европейское сообщество. Эти структуры предполагают частичное ограничение суверенитета стран-участников, в частности, контроль над проводимой политикой частично оказывается вне досягаемости граждан страны или в сфере влияния других стран. Так, в странах-членах ОБСЕ вопросы прав человека, демократии и верховенства закона обсуждаются на международном уровне и не относятся к числу исключительно внутренних дел соответствующего государства[18]. Кроме того, у этих организаций, несмотря на их формальную подотчётность перед участниками, крайне мало политических институтов демократии. В частности, процесс демократизации ЕС сталкивается с необходимостью ответить на фундаментальные вопросы и определить, возможно ли демократическое управление ЕС на приемлемом уровне.
- Переходный период. В то время как в одних странах переход к демократии был успешным, в других она не обрела или потеряла устойчивость. Поскольку переходный период в каждой стране имеет ярко индивидуальные черты, общая методология демократизации до сих пор не выработана.

Также предметами дискуссий по-прежнему являются состав наделённого властью народа («демоса»), процедуры демократического представительства, необходимые общественные и культурные условия, пределы демократической политики. К сравнительно новым областям столкновения мнений относятся вопросы о защите этнических и культурных меньшинств от воли большинства, а также о распространении демократических принципов на семьи, религиозные учреждения, школы и больницы.